# Integrale gewasproductie
Integrale gewasproductie of geïntegreerd gewasbeheer, ook wel ICM (vanuit het Engels: Integrated Crop Management) is een systeemaanpak op bedrijfsniveau uit de landbouw, gericht op een gewasproductie waarin de impact op productie, economie en omgeving afgewogen worden. Het gaat hierbij om het produceren van voldoende, betaalbaar en veilig voedsel met zo min mogelijk impact op het milieu en klimaat. Integrale gewasproductie komt voort uit het concept 'geïntegreerde gewasbescherming', maar trekt deze aanpak breder dan alleen bescherming tegen ziekten en plagen.
Door alle beschikbare kennis over de verschillende aspecten van de teelt te combineren tot een samenhangende aanpak, kunnen positieve natuurlijke effecten bereikt worden op onder andere de bodemkwaliteit en weerstand tegen ziekten en plagen. Hierdoor zijn er minder kunstmatige middelen nodig om de oogstkwaliteit te waarborgen.
Integrale gewasproductie sluit niet op voorhand beschikbare methoden uit waarmee gestelde doelen bereikt kunnen worden. Zo kan men bij integrale gewasproductie kunstmatige middelen zoals chemische gewasbeschermingsmiddelen of voedingsstoffen (o.a. kunstmest) toepassen, zolang het ondersteunend is aan de systematiek van integrale gewasproductie en het past binnen duurzaam telen. Zo kan milieuwinst behaald worden, zonder de risico's voor de economische winstgevendheid en voedselproductie te vergroten. Aan de basis staat de overtuiging dat (intensieve) landbouw en natuur niet per definitie ten koste van elkaar hoeven te gaan, maar elkaar juist kunnen versterken. Integrale gewasproductie wordt daarbij gekenmerkt door een langere termijn strategie voor oogstkwaliteit, in plaats van uitsluitend sturen op korte termijn opbrengsten.

## Geschiedenis

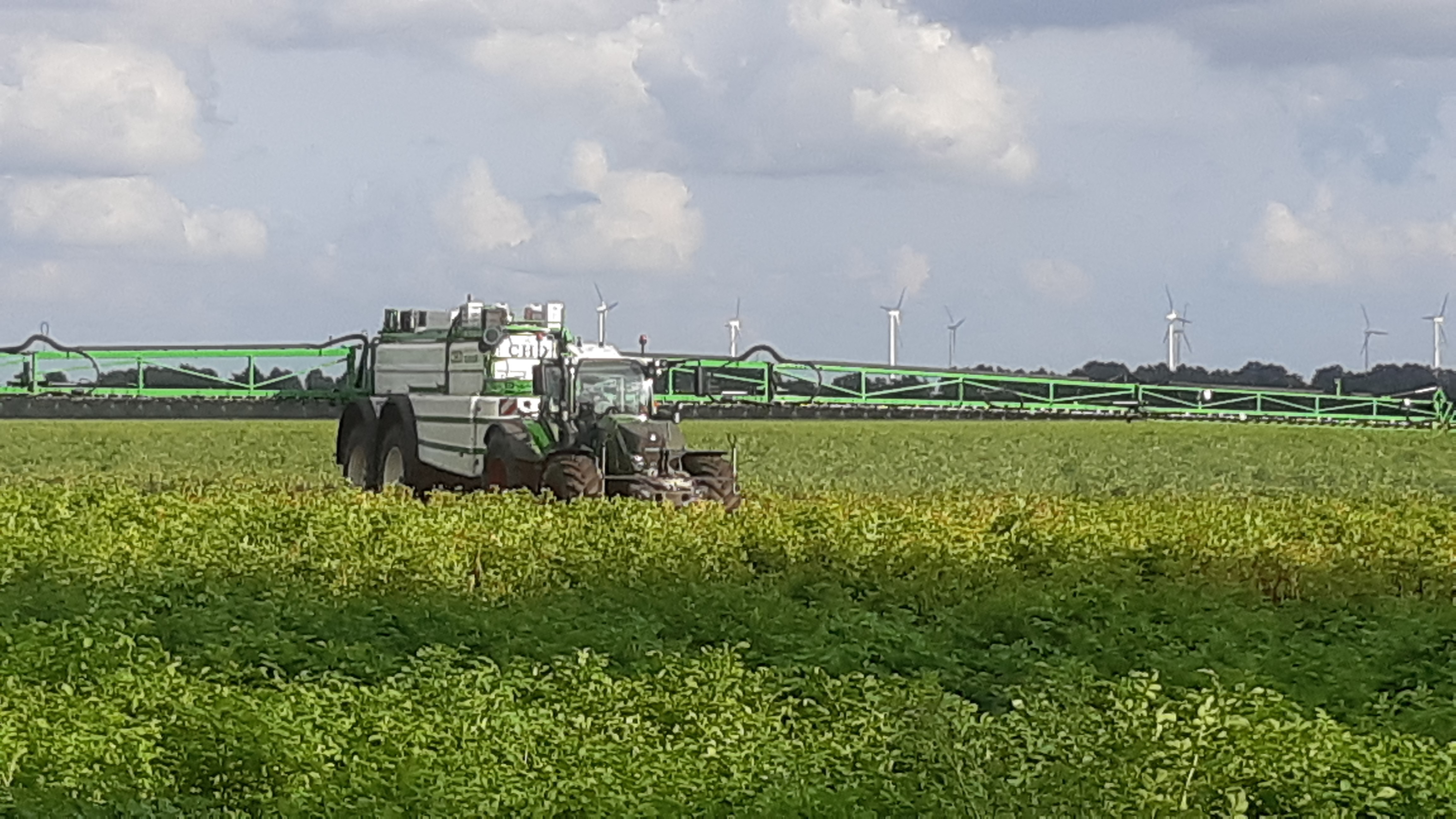
Gedurende de 20e eeuw neemt de mechanisatie en het gebruik van kunstmeststoffen en chemische gewasbeschermingsmiddelen in de landbouw sterk toe

In reactie op de impact van bepaalde chemische gewasbeschermingsmiddelen op milieu en gezondheid, ontstaat vanaf de jaren '50 van de 20e eeuw het concept 'Geïntegreerde gewasbescherming' (Engels: Integrated Pest Management / IPM). Hierbij wordt het gebruik van chemische gewasbeschermingsmiddelen gecombineerd met biologische en mechanische methoden voor gewasbescherming, zodat er in totaal minder chemische gewasbescherming nodig is.
Integrale gewasproductie komt vanaf de jaren '70 voort uit geïntegreerde gewasbescherming en trekt deze integrale aanpak breder. Het draait bij integrale gewasproductie niet uitsluitend om de gewasbescherming, maar om alle onderdelen van de teelt. Ook hierbij is het doel: het minimaliseren van de impact op het milieu, met behoud van de kwaliteit van de oogst, de productiecapaciteit en de winstgevendheid.
De Engelse term 'Integrated Crop Management' of 'ICM' duikt vanaf de jaren '80 steeds meer op in de internationale literatuur en bereikt een hoogtepunt in aandacht rondom de eeuwwisseling van de 20e naar de 21e eeuw. Hierna ontwikkelt het concept zich een tijd meer in de luwte, tot het in het kader van (inter)nationale klimaat- en milieudoelstellingen hernieuwde aandacht krijgt.

### Landbouwtransitie
In Nederland is de overheidsaanpak eind 20e - begin 21e eeuw grotendeels gericht op steeds strengere beoordelingscriteria van gewasbeschermingsmiddelen en (kunst)meststoffen, terwijl de landbouwsector zelf nog hoofdzakelijk stuurt op kostenverlaging en productieverhoging. Dit leidt tot kwetsbare situaties voor zowel de natuur als de boeren.   
Geleidelijk is het inzicht ontstaan dat er een algehele transitie binnen de landbouw nodig is, waarin afval, residuen en emissies worden beperkt, grondstoffen en hulpstoffen worden hergebruikt en landbouw en natuur niet ten koste gaan van elkaar. Tegelijk moet dit niet ten koste gaan van de (economische) positie van de boeren en de productie en kwaliteit van de oogst. In Nederland zet het Ministerie van Landbouw, Natuur en Voedselkwaliteit richting 2030 in op een transitie naar weerbare en circulaire teeltsystemen. Vanuit deze visie krijgt integrale gewasproductie hernieuwde aandacht als belangrijk middel om aan deze transitie vorm te geven. Middels nieuwe projecten wordt gewerkt aan het ontwikkelen van geschikte systemen voor integrale gewasproductie.
Ook op Europees niveau wordt integrale gewasproductie gezien als een essentiële ontwikkeling voor de transitie naar een duurzame landbouw. In 2014 brengt het Europees Economisch en Sociaal Comité een advies uit waarin wordt gepleit voor extra aandacht voor, en inzet op, integrale gewasproductie.

## Kenmerken
Bij integrale gewasproductie doelt het woord 'integraal' op meerdere aspecten. Ten eerste betreft het een integratie van verschillende doelstellingen, om tot een evenwicht te komen tussen vereisten voor milieu, rendabiliteit en maatschappij. Ten tweede betreft het een integratie van verschillende methoden, waarbij met zorg een keuze wordt gemaakt uit verschillende biologische methoden, landbouwtechnieken en chemische processen. Tot slot betreft het een integratie van alle processen binnen hetzelfde landbouwbedrijf, waarbij deze niet losstaand worden aangepakt maar waarbij het gehele landbouwbedrijf als basiseenheid geldt. Hierbinnen wordt gestreefd naar een optimale synergie tussen alle processen (systeemaanpak).

### Duurzaamheid
Een van de belangrijkste doelen van integrale gewasproductie is duurzaamheid. Hierbij doelt duurzaamheid zowel op het minimaliseren van de impact op milieu, klimaat en biodiversiteit, als op het kunnen behouden van de productiecapaciteit en -kwaliteit over langere termijn zonder afhankelijkheid van (eindige) externe bronnen. Met productiekwaliteit wordt gedoeld op de gezondheid van de gewassen zelf en de voedingswaarde hiervan, en daarmee voldoende zekerheid dat er voldoende voedsel met daarbij een goede voedingswaarde geoogst kan worden.
In beide gevallen komt minimalisering van de (noodzaak voor) invoer van externe grondstoffen dit ten goede. Daarnaast is er een focus op een goede verbinding tussen landbouw en natuur. Biodiversiteit dient zowel op als rondom het landbouwbedrijf behouden of versterkt te worden. Dit draagt tegelijkertijd bij aan de weerbaarheid van het gehele agrarische ecosysteem, dat door de diversiteit van bijvoorbeeld de gewassen beter in staat is om onverwachte verstoringen op te vangen. Biodiversiteit is bij integrale gewasproductie daarom niet alleen een doel, maar ook een middel.

### Economisch
Een belangrijke voorwaarde voor de duurzamere aanpak bij integrale gewasproductie, is dat de rendabiliteit en productiecapaciteit op peil blijft. Immers, als bijvoorbeeld de risico's op verlies van oogsten door ziekten en plagen te groot worden, zullen boeren niet meer in gewassen investeren. Bovendien kan vermijdbaar opbrengstverlies ook ten koste gaan van de duurzaamheid. Tegelijk brengt uitsluitend sturen op de laagste prijs en korte termijn opbrengsten ook risico's met zich mee. Uitputting van de bodem en resistentie tegen gewasbeschermingsmiddelen liggen op de loer, terwijl het aantal beschikbare middelen wordt ingeperkt door milieumaatregelen of toekomstige uitputting van grondstoffen. Integrale gewasproductie richt zich daarom niet alleen op beperken van negatieve effecten naar buiten toe, maar ook op bescherming van de voedselproductie op langere termijn. 
In dat kader wordt het gebruik van chemische gewasbeschermingsmiddelen en/of voedingsstoffen niet uitgesloten. In plaats daarvan wordt ingezet op het minimaliseren van de behoefte aan deze middelen door maximaal in te zetten op alternatieve en innovatieve middelen en technieken. Door preventie van ziekten en plagen zoveel mogelijk op alternatieve wijze in te vullen, neemt de behoefte aan, en dus het gebruik van, bijvoorbeeld chemische bestrijdingsmiddelen af. Daarmee worden ook de mogelijke negatieve neveneffecten van deze middelen geminimaliseerd. Ook voor kunstmeststoffen zijn er manieren om deze nog steeds op een verantwoorde manier in te zetten, bijvoorbeeld door precisiebemesting en het gebruik van groene circulaire kunstmeststoffen. Daarmee worden extra zekerheden ingebouwd voor de boer en worden zowel de ecologische als de economische belangen gediend.

### Kennis
Een sleutelaspect van integrale gewasproductie is de ontwikkeling en benutting van kennis vanuit meerdere disciplines. Omdat het een relatief nieuwe vorm van gewasproductie betreft, waarbij de aanpak per landbouwbedrijf kan verschillen, speelt innovatie en onderzoek een belangrijke rol. Men doet een beroep op kennis vanuit de wetenschap over bijvoorbeeld biologische en chemische processen, maar ook op lokale kennis van de boer. Monitoring en evaluatie zijn essentieel om de benodigde gegevens over waarden en interacties binnen het landbouwbedrijf te vergaren, om zo tot een steeds betere afstemming te komen. Er is vervolgens een goede overdracht van kennis nodig tussen boeren, technische experts en overheden.

## Aanpak
Er bestaat niet één vaststaande aanpak voor integrale gewasproductie. Er zijn vele methoden ontwikkeld, onderzocht of in gebruik en er worden doorlopend nieuwe methoden ontwikkeld en onderzocht. De invulling wordt bepaald door de boer in samenwerking met experts, waarbij alle relevante factoren voor de lokale situatie worden meegewogen, zoals de toestand van de bodem, klimaat, water, voedingsstoffen, etc. Centraal in alle systemen staat goede monitoring en evaluatie, om de juiste balans te vinden, bij te kunnen sturen wanneer noodzakelijk en nieuwe kennis op te doen.  
Onderdelen van de teelt zijn onder andere:  

### Bodem- en plantvitaliteit

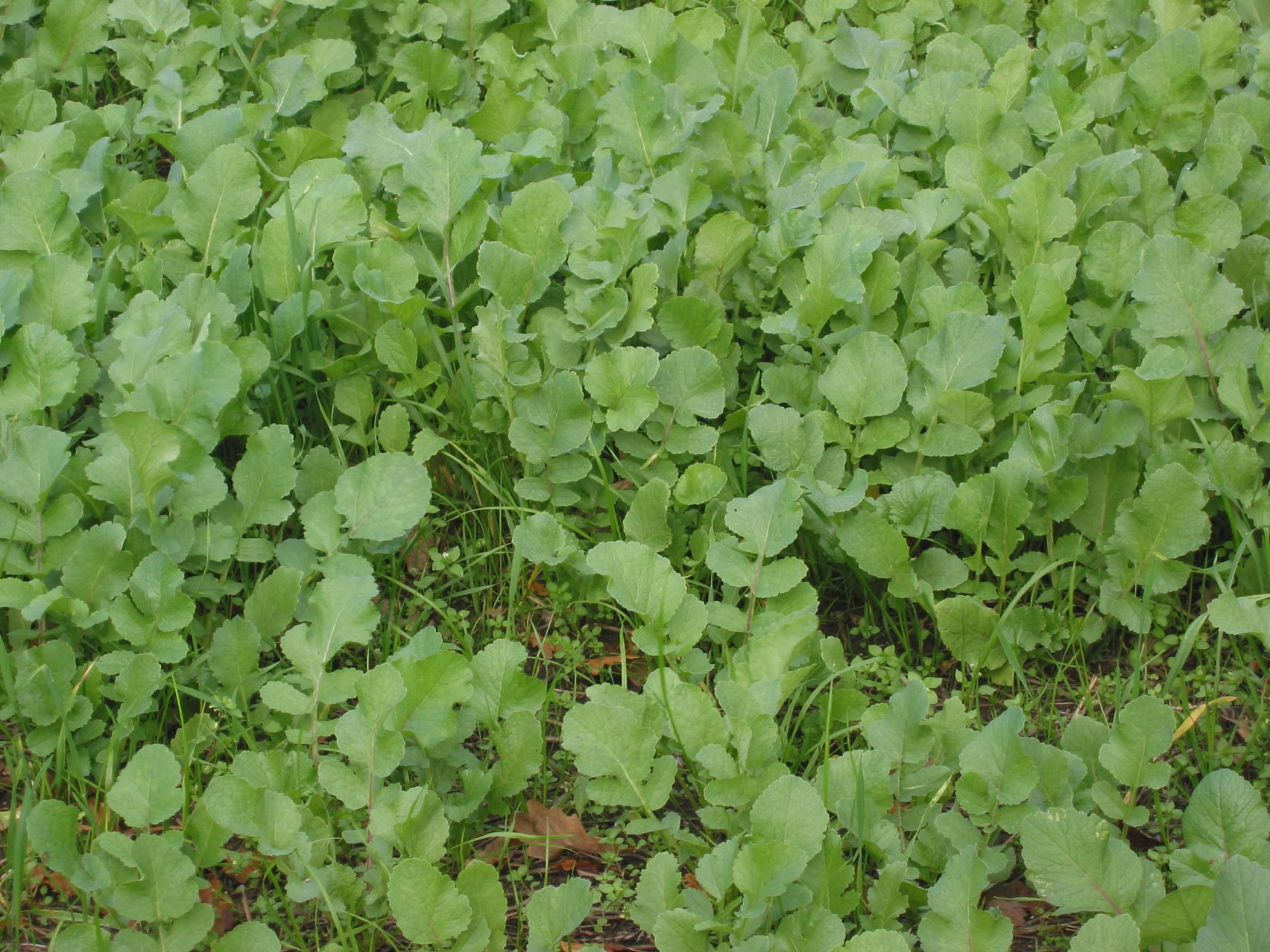
Groenbemesting is een biologische methode voor het verbeteren van de bodemvitaliteit en kwaliteit door het vastleggen van nutriënten voor volgteelten

De basis van de teelt is een gezonde bodem. Een combinatie van methoden, waaronder gewasrotatie, niet-kerende grondbewerking (NKG), van nature resistente rassen, groenbemesting, biostimulanten, precisiebemesting en het gebruik van circulaire meststoffen kunnen het bodemleven stimuleren en de mineralenbalans behouden, evenals andere kwesties zoals gronderosie voorkomen, waardoor minder kunstmatige invoer of ingrepen nodig zijn.

### Stressreductie en gewasbescherming
De gezondheid van het gewas kan worden aangetast door verschillende abiotische invloeden, zoals de weersomstandigheden (extreme hitte of kou, droogte, etc.). Het vergroten van de weerbaarheid van de gewassen tegen abiotische invloeden zorgt ervoor dat de vatbaarheid voor bijvoorbeeld ziekten afneemt, en de kwaliteit van de oogst toeneemt. Een belangrijke factor in deze weerbaarheid is de gezondheid van de wortels. Er worden verschillende manieren onderzocht om deze gezondheid te bevorderen, bijvoorbeeld de inzet van biostimulanten.
Naast abiotische bedreigingen zijn er biotische bedreigingen voor gewassen, in de vorm van ziekten, plagen en onkruiden. Bij integrale gewasproductie staat preventie voorop, waarbij wordt ingezet op stimuleren van de natuurlijke weerbaarheid en voorkomen van gunstige omstandigheden voor ziekten en plagen. Dit kan bijvoorbeeld door bij de keuze voor rassen de natuurlijke weerbaarheid veel zwaarder mee te wegen. Die weerbaarheid is gebaseerd op resistentiegenen en / of een bufferend microbioom. Omdat plagen, ziekten en onkruid continu veranderen, dient dit waar mogelijk gemonitord te worden en dient jaarlijks opnieuw gekeken te worden hoe het beste ingespeeld kan worden op de ontwikkelingen in de percelen. Daarnaast kunnen nog steeds chemische gewasbeschermingsmiddelen worden toegepast, zij het in mindere mate, zodat de risico’s nog even goed kunnen worden afgedekt terwijl mogelijk negatieve neveneffecten worden verkleind. De vermindering van het gebruik van chemische gewasbeschermingsmiddelen zorgt er bovendien voor dat deze middelen beter blijven werken, omdat minder snel resistentie kan ontstaan bij de ziekteverwekker of het plaagorganisme.

## Positie binnen landbouw
Integrale gewasproductie (Engels: integrated crop management, ICM) wordt regelmatig verward met andere gerelateerde begrippen - zoals geïntegreerde gewasbescherming (Engels: integrated pest management, IPM) en geïntegreerde landbouw (Engels: integrated farming, IF) - mede omdat er sprake is van overlap. Feitelijk is IPM een onderdeel van ICM en die op zijn beurt weer van IF. Daarnaast kan onduidelijk zijn of integrale gewasproductie een vorm van conventionele of biologische landbouw betreft. Veel organisaties en landen hanteren eigen (maar vergelijkbare) definities, of gebruiken een andere term voor hetzelfde concept. Toch is het concept in bredere lijnen wel te categoriseren en bestaat er een duidelijke hiërarchie tussen de gerelateerde begrippen.

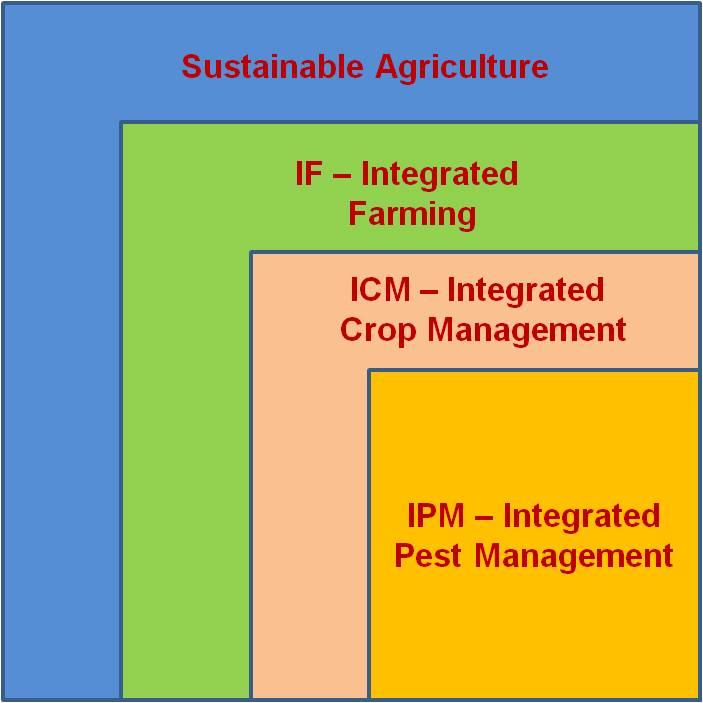
Hiërarchie begrippen in het Engels, ICM staat voor integrale gewasproductie

### Hiërarchie samenhangende begrippen

#### 1. Duurzame landbouw
Duurzame landbouw omvat alle vormen van landbouw die erop zijn gericht om toekomstbestendig te zijn, zowel in economisch als in ecologisch en sociaal opzicht. Hierbij gaat het o.a. om voedselproductie en voedselzekerheid, om een eerlijke prijs voor de producten, geen gebruik van eindige grondstoffen, goede werkomstandigheden en gezonde producten en zo min mogelijk negatieve beïnvloeding van de omgeving door emissies, afval, residuen, aantasting van de natuur en biodiversiteit en overlast voor omwonenden. 
Integrale gewasproductie is een van de manieren om tot een duurzame vorm van landbouw te komen.

#### 2. Geïntegreerde landbouw
Geïntegreerde landbouw is een aanpak voor duurzame landbouw op bedrijfsniveau. Door een integratie van alle op het landbouwbedrijf aanwezige activiteiten en hulpbronnen op een manier dat er zo min mogelijk externe hulpbronnen en grondstoffen hoeven worden aangesproken, kan de schadelijke impact op het milieu en klimaat worden teruggedrongen terwijl de rentabiliteit behouden blijft.
Het is als begrip zeer gelijkend op integrale gewasproductie en kan hier zelfs mee uitwisselbaar zijn. Het voornaamste verschil komt voort uit de afbakening. Bij geïntegreerde gewasproductie wordt doorgaans alleen gedoeld op teelt (verbouwen van gewassen), terwijl onder geïntegreerde landbouw ook andere activiteiten binnen hetzelfde landbouwbedrijf, zoals veehouderij of recreatieve activiteiten (verbrede landbouw) betrokken kunnen zijn.

#### 3. Integrale gewasproductie
Integrale gewasproductie betreft een holistische aanpak voor het telen van gewassen, waarbij de negatieve impact op milieu, biodiversiteit en klimaat wordt beperkt, zonder dat dit ten koste gaat van de zekerheid en inkomsten voor boeren en voedselproductie in het algemeen. Om dit te bereiken wordt wetenschappelijke en lokale kennis over alle relevante factoren in samenspel ingezet, zodat onder andere de behoefte aan extra externe input (zoals chemische gewasbeschermingsmiddelen) noodzakelijk is, zoveel mogelijk wordt verlaagd.
Onder integrale gewasproductie vallen, naast geïntegreerde gewasbescherming, ook onder meer rassenkeus met betrekking tot resistentie of tolerantie voor ziekten en plagen, het beheer van bodem, water, nutriënten, biodiversiteit en energieverbruik. Hierbij spelen onder andere data(verzameling), mechanisatie en inrichting van het erf en opstal een rol.

#### 4. Geïntegreerde gewasbescherming
Geïntegreerde gewasbescherming streeft naar een verminderde afhankelijkheid van chemische gewasbeschermingsmiddelen voor de bescherming tegen, en bestrijding van, ziekten, plagen en onkruiden. Dit doel komt voort uit milieuoverwegingen, maar ook ter verbetering van het voedsel (minder residuen van gewasbeschermingsmiddelen op voedsel) en ter voorkoming van toenemende resistentie, waardoor de middelen op den duur hun werking verliezen. De verminderde afhankelijkheid wordt bereikt door gebruik van tolerante of resistente rassen, niet-chemische methoden voor preventie en bestrijding, goede monitoring en evaluatie, en afgemeten selectieve inzet van chemische middelen als dit noodzakelijk is.
Geïntegreerde gewasbescherming is een onderdeel van integrale gewasproductie, dat naast gewasbescherming, op een vergelijkbare wijze, ook rekening houdt met andere aspecten van de teelt, zoals nutriëntenbeheer. Om geïntegreerde gewasbescherming te optimaliseren is meestal noodzakelijk om dit onderdeel te laten zijn van een bredere integrale gewasproductie.

## Aandeel integrale gewasproductie in Europa
Hoewel de belangrijkste kenmerken altijd overeenkomen, kan 'integrale gewasproductie' door verschillende overheden en organisaties soms licht verschillend gedefinieerd of afgebakend worden. Daarnaast zijn er meerdere verschillende termen in gebruik voor dit concept. Deze verschillen maken het lastig om tot exacte en uniforme cijfers over de toepassing van integrale gewasproductie te komen. Het laatste onderzoek dat integrale gewasproductie op Europese schaal in kaart probeerde te brengen dateert uit 2002.
In 2014 bracht het Europees Economisch en Sociaal Comité het advies uit om meer zicht te krijgen op de huidige ontwikkelingen rondom integrale (gewas)productie, en om te werken aan meer uniformiteit tussen definities en keurmerken.